# タブノキ
タブノキ（椨の木・椨、学名: Machilus thunbergii）とはクスノキ科タブノキ属の常緑高木である。別名、イヌグス・タマグス・クスタブ・ヤブグスとも称される。単にタブ（椨）とも。ワニナシ属（Persea、アボカドと同属、熱帯アメリカなどに分布）とする場合もある（学名: Persea thunbergii）。タブノキ（タブ）に当てた漢字「椨」は国字で、タブの「ブ」を「府」で表したものである。

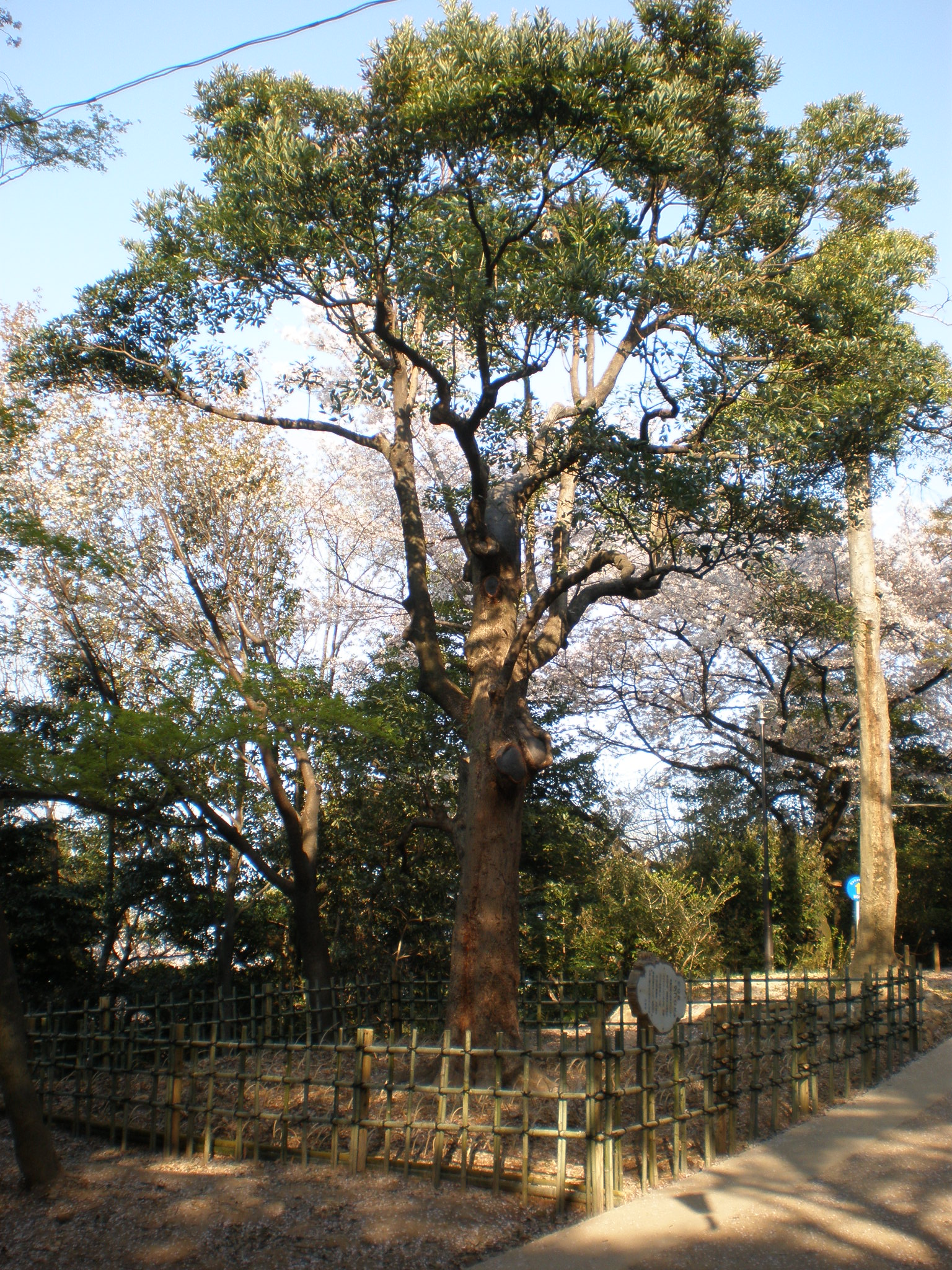
タブノキ（愛知県小牧市・小牧山）

## 分布・生育地
日本の本州（青森県深浦町・岩手県船越大島）以南、朝鮮半島南部、中国、台湾、フィリピンに分布する。日本において一般には東北地方南部の海岸寄り、関東地方の海岸寄り、中部地方南部から四国・九州・沖縄・八丈島・小笠原諸島の森林に分布し、特に暖地の海岸近くの丘陵地などに多く自生する。暖地に生える樹木であるが、耐寒性や耐塩性もあり、東北地方の海岸沿いでは純林も見られる。東北地方の山形県飽海郡遊佐町吹浦にタブノキの自然林があり、日本海上に浮かぶ飛島にも群落が見られる。
照葉樹林の代表的樹種のひとつ。公園などでもよく見られる。古くから樹霊信仰の対象とされ、日本各地に巨木が残っており、神社の「鎮守の森」によく大木として育っている。また横浜開港資料館の中庭の木は「玉楠」と呼ばれ有名である。

## 特徴
常緑広葉樹。大高木で、樹高は20 - 30メートル　(m) ほどになり、太さも3.5 mに達する場合がある。成長のスピードは速く、株立ちで大きくなる。樹皮は暗褐色から淡褐色、褐色でほぼ滑らか。皮目と縦筋がある樹皮が多いが、横筋が目立つものもある。若い枝は緑色で無毛。
葉は互生して枝先に集まる傾向があり、葉の長さは8 - 15センチメートル (cm) 、倒卵状長楕円形、全縁で葉先も円みを帯びている。革質で硬く、表面はつやがあって深緑色、裏面は灰白色。若葉は、上向きに伸び、赤味を帯びる。
花期は4 - 6月。新葉とともに枝先に円錐花序を出して、黄緑色であまり目立たない小さな花を多数咲かせる。花被は6個ある。果期は7 - 8月。果実は直径1 cmほどの球形の液果で、はじめは淡緑色であるが、夏に黒紫色に熟す。同じクスノキ科のアボカドに近い味がする。
冬芽は枝の先につき、黄褐色の毛のある芽鱗に包まれ、卵形で大きく丸くふくらむ。大きな冬芽の中に花と葉が入った混芽で、芽鱗は多数重なる。

## 利用
日陰に強く、潮風にも比較的耐えることから、海岸近くの防風の機能を有する樹種（防風樹）として知られる。公園や庭にも植えられ、庭のシンボルツリーにするなど、海岸近くの庭木の植栽としても用いられる。栽培は、半日陰地に土壌の質は全般でやや湿りがちなところで、根を深く張る。植栽適期は3 - 4月、6 - 7月、9月、剪定は3 - 4月とされる。
樹皮や枝葉には粘液が多く、葉には香りがあり、乾かして粉にするとタブ粉が得られる。タブ粉そのものには香りがないため、昔から線香や蚊取線香の材料の1つ（粘結材）として用い、香料を混ぜて練り固めて作られる。原料となる樹皮は、日本では主に九州南部で採取されてきたが、現在は東南アジア産か、代替品としてデンプン糊になっている。
樹皮や葉はタンニンを多く含み、樹皮から黄八丈の赤茶色の染料が採れる。材は多岐に利用され、建築、家具などに使われる。かつては船材に使われ、漁業では海上から見て陸に高くそびえるタブノキを目印に位置を知り、魚を集める「魚寄せの木」として活用された。
耐火性が強いためサンゴジュやシラカシなどとともに火伏の木と呼ばれ、防火林としてよく植えられる。関東大震災では避難所になっていた旧岩崎邸（現清澄庭園）に植えられたタブノキやスダジイが防火林として機能した他、1976年の酒田大火では旧本間家本邸のタブノキが延焼を止めたため、火災後には「タブノキ1本消防車1台」と言われ市内各所に植えられた。

## 万葉集の歌
- 磯の上の都万麻を見れば根を延へて年深からし神さびにけり 大伴家持 巻十九4159

この歌の「都万麻」をツママと読み、本種を指すとも言われる。しかし他文献でツママという語が使われている例が見つかっておらず、確証はない。

## 著名なタブノキ
- 波崎の大タブ（茨城県神栖市波崎） - 茨城県指定天然記念物。幹周8.3 m、樹高13.5 m、樹齢1000年[19][20]。
- 府馬の大クス（千葉県香取市府馬） - 国の天然記念物。幹周9.2 m、樹高19 m、樹齢1300年。「クス」とあるが、1969年の調査でタブノキであることが判明した経緯がある[21]。